# Розанцева, Нина Устиновна
Нина Устиновна Розанцева (19 сентября 1949, Гловсевичи, Слонимский район, Гродненская область — 16 августа 2012) — советская и белорусская актриса кино и театра.

## Биография
Нина Розанцева родилась 19 сентября 1949 года в деревне Гловсевичи Слонимского района Гродненской области. В 1973 году окончила ВГИК (мастерская И. В. Таланкина) и пришла работать на «Беларусьфильм».
Дебют в кинематографе состоялся в 1974 году в фильме «Потому что люблю» режиссёра Игоря Добролюбова. Наиболее её известные роли в фильмах «Иван», «Соседи», «Буквы на мраморе», «Денискины рассказы», «С кошки всё и началось…», «Его отпуск». С 1981 года играла в Минском театре-студии киноактёра.
Умерла 16 августа 2012 года. Похоронена в деревне Аронова Слобода (Папернянский сельсовет, Минская область).

## Награды
- Диплом Союза театральных деятелей Беларуси за роль Мышильды в спектакле «Щелкунчик».
- Грамота Министерства культуры Республики Беларусь (2000).
- Медаль «За вклад в развитие культуры Беларуси» Министерства культуры Республики Беларусь (2004).
- Медаль «За выдающиеся заслуги в Белорусском кинематографе» Белорусского союза кинематографистов (2004).

## Творчество

### Работы в театре
- «Щелкунчик» — Мышильда
- «Утиная охота» (А. Вампилов) — Валерия
- «Женитьба Бальзаминова» — Акулина Гавриловна Красавина
- «Комедия о Лисистрате» — Клеоника
- «Чудак с Гончарной улицы» — Дуня
- «Фантазии по Гоголю» — Анна Андреевна
- «Гамлет» (У. Шекспир) — Гертруда
- «Генералы в юбках» — Флипот
- «И третий ангел вострубил» — Мария
- «Карнавал в Венеции» — Клава
- «Лето в Ноане»
- «Босоногий в Афинах» — Ксантиппа
- «Извините, свободных мест нет»
- «Вся его жизнь»
- «Остров нашей Любви и Надежды» — Раиса
- «Очень простая история» — Лошадь
- «Последняя женщина сеньора Хуана» — Матильда
- «Театр купца Епишкина» — балетная артистка
- «Как выходят в люди, или На всякого мудреца довольно простоты» — приживалка

### Фильмография
- 1974 — Потому что люблю — Галя
- 1975 — Факт биографии — женщина на танцах
- 1976 — Воскресная ночь — Ульяна Борисовна Юрская
- 1976 — По секрету всему свету (2-я серия) — бульдозеристка
- 1976 — Сын председателя — доярка
- 1976—1978 — Время выбрало нас
- 1977 — Гарантирую жизнь — эпизод
- 1977 — Семейные обстоятельства — эпизод
- 1979 — Задача с тремя неизвестными — эпизод
- 1979 — Звон уходящего лета — Наста
- 1979 — Красный велосипед — крестьянка
- 1979 — Соседи — мать Сашки
- 1980 — Буквы на мраморе и
- 1980 — Все деньги с кошельком — покупательница дома
- 1980 — Каждый третий — Кланя
- 1980 — Половодье
- 1980 — Свадебная ночь — эпизод
- 1981 — Его отпуск — Галина, жена Кораблёва
- 1981 — Командировка в санаторий — соседка
- 1981 — Паруса моего детства — торговка
- 1981 — Фруза — соседка Фрузы
- 1982 — Иван — Зинка, продавщица в сельмаге
- 1982 — С кошки всё и началось… — женщина с шотландской овчаркой
- 1983 — Водитель автобуса — эпизод (нет в титрах)
- 1983 — Чёрный замок Ольшанский — жена Лопотухи
- 1984 — Последний шаг — Карпова
- 1984 — Смотрины — жена Степана
- 1985 — Большое приключение — Марийка, колхозница
- 1985 — Научись танцевать — Марья Андреевна, мать Тани
- 1986 — Вызов — эпизод
- 1987 — Приказ — эпизод
- 1987 — Хотите — любите, хотите — нет… — бывшая жена Артема
- 1988 — Благородный разбойник Владимир Дубровский — эпизод
- 1988 — Мудромер — эпизод
- 1990 — Плач перепёлки — эпизод
- 1992 — Кооператив «Политбюро», или Будет долгим прощание — эпизод
- 1994 — Заколдованные — эпизод
- 1996 — Из ада в ад — эпизод
- 1996 — Птицы без гнёзд — эпизод
- 1998 — Зал ожидания — эпизод
- 1998 — Контракт со смертью — эпизод
- 1999 — Любить по-русски 3: Губернатор — нянечка в приюте
- 2000 — Алхимики — эпизод (нет в титрах)
- 2001 — Поводырь — эпизод
- 2004 — Именины
- 2004 — Карусель — эпизод (нет в титрах)
- 2004 — Фабрика грёз — эпизод
- 2005 — Вызов
- 2009 — Суд — эпизод
- 2010 — Женить миллионера! — Паня, подруга юности Нины Петровны
- 2011 — На перепутье — эпизод
- 2011 — Талаш — Матрёна